# نادي أتليتيكو ألدوسيفي
نادي أتليتيكو ألدوسيفي (بالبرتغالية: Club Atlético Aldosivi‏) هو نادي كرة قدم أرجنتيني مقره في مدينة مار ديل بلاتا، مقاطعة بوينس آيرس. سيلعب الفريق الأول في عام 2025 في دوري الدرجة الأولى.

## وصلات خارجية
- الموقع الرسمي